# 다비드 롬반
다비드 로드리게스 롬반(스페인어: David Rodríguez Lombán, 1987년 6월 5일 ~ )는 스페인의 축구 선수이다. 포지션은 센터백이며 현재 세군다 디비시온에 소속된 팀인 말라가에서 활약하고 있다.